# Timeless II
Timeless II is een studioalbum van F.D.Project, de eenmansband van Frank Dorittke. Na een aantal jaren van relatieve stilte (hij speelde mee op andermans albums) kwam Dorittke in 2016 met een nieuw album. Hij speelt zoals gebruikelijk alle muziekinstrumenten zelf van gitaar tot synthesizers en elektronica. Zijn stijl valt binnen de Berlijnse School voor elektronische muziek, alhoewel er op dit album ook muziek te horen is in de stijl van Jean-Michel Jarre.

## Musici
- Frank Dorittke – alle muziekinstrumenten

## Muziek
| Nr. | Titel                     | Duur  |
| --- | ------------------------- | ----- |
| 1.  | Space fields              | 5:53  |
| 2.  | Lost ship                 | 6:41  |
| 3.  | Elemental movement        | 12:43 |
| 4.  | The return of O… (part V) | 7;45  |
| 5.  | Spectralis                | 6:31  |
| 6.  | Timeless II               | 6:03  |
| 7.  | Live 2014 Germany         | 17:26 |